# Muzvezve
Muzvezve ist eine Stadt in Simbabwe mit 12.000 Einwohnern (2006). Sie liegt südlich der Stadt Kadoma im Mhondoro-Ngezi Distrikt in der Provinz Mashonaland West.

## Beschreibung
Muzvezve ist keine Stadt im eigentlichen Sinn, sondern eine Anzahl wilder Goldgräber-Siedlungen wie Alexander, Amber Rose, Panners und Tix am Fluss Muzvezve, die sich um Goldstollen gruppieren. Tatsächlich handelt es sich um Vorort und Schürfgebiet von Kadoma, nicht um eine eigenständige Stadt – auch wenn die sehr spezifischen Probleme dort eine besondere Verwaltung nahelegen.

## Umwelt
Sie ist eines der Problemgebiete von Kadoma schlechthin. Der Fluss Muzvezve spielt im Goldrausch dort eine entscheidende Rolle, mithin auch eine mit Blick auf die Quecksilberverseuchung des Umlandes.